# Song to Woody
«Song to Woody» es una canción escrita por Bob Dylan, publicado en su álbum debut  Bob Dylan en 1962. La canción expresa el agradecimiento de Dylan a la leyenda del folk Woody Guthrie. La melodía se basa en la canción de Woody, 1913 Massacre.